# Coulage
Pour les articles homonymes, voir Coulée.

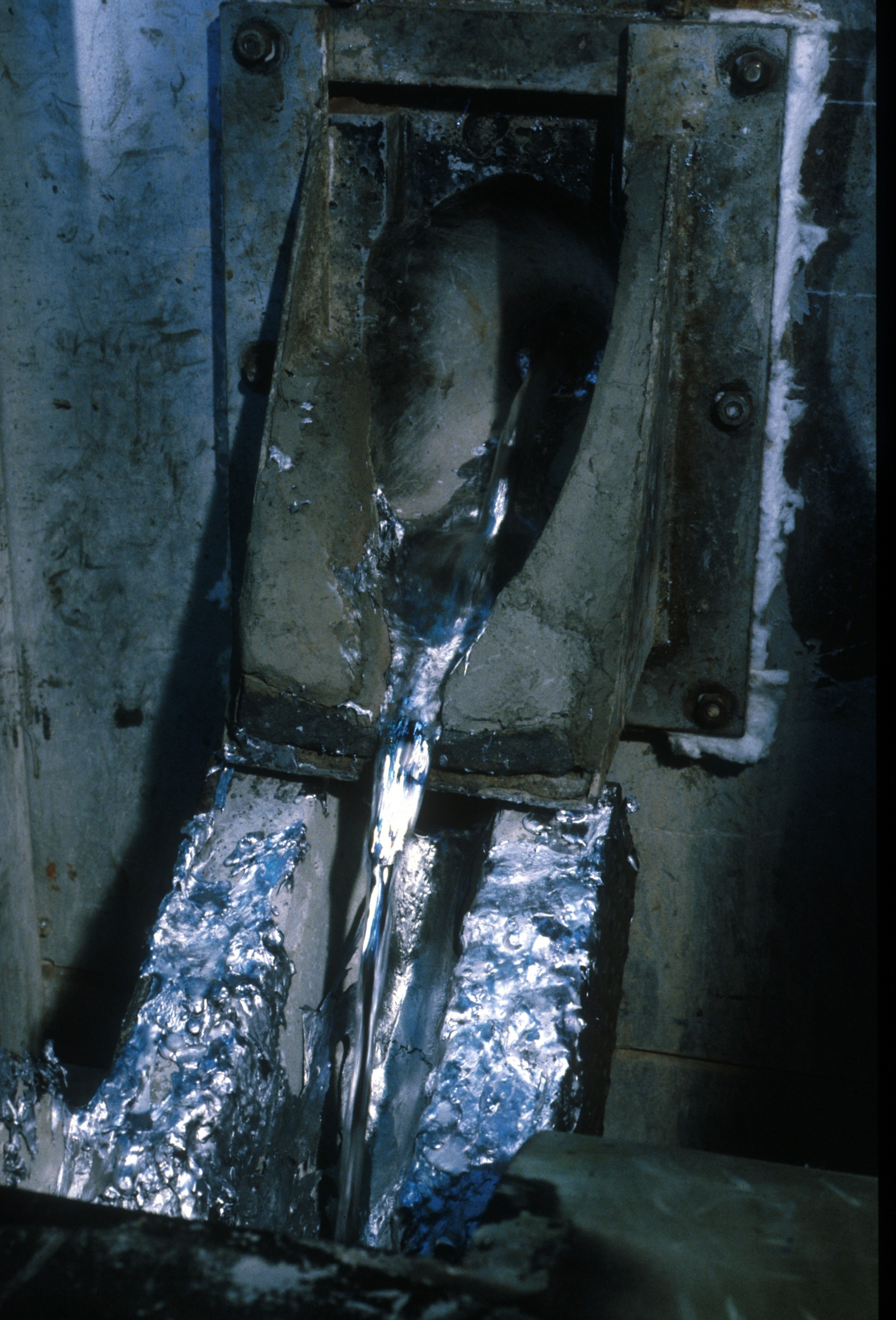
Métal fondu avant coulage.

Le coulage (ou la coulée) est une méthode de mise en forme de différents matériaux qui consiste à verser ce matériau sous forme fondue (verre, métal, etc.) ou pâteuse (céramique, béton, etc.) dans un moule ou un coffrage pour former un objet creux ou plus rarement sur une surface plane pour former un objet plat. L'objet est laissée ensuite refroidir (verre, métal, etc.) et se solidifier.
Le coulage est une méthode artisanale de fabrication qui a été adaptée à l’industrie.

## Matériaux
Les principaux matériaux qui peuvent être mis en forme par coulage sont les métaux, la céramique et le verre. D'autres matériaux peuvent être aussi mis en forme par coulage comme les matières thermoplastiques (thermoformage), les résines thermodurcissables, le béton, le plâtre, la cire, le ciment, le stuc et l'argile.

### Céramique
Les pièces en céramique sont produites par coulage d'une pâte plus ou moins liquide dans un moule poreux. Le coulage peut se faire sous le simple effet de la gravité ou sous pression. Exemples de coulage de la céramique :
- coulage des poteries ;
- coulage de la porcelaine.

### Verre

#### Verre creux
Le coulage pour fabriquer du verre creux est surtout utilisé au niveau artisanal.

#### Verre plat
Le coulage est aussi une méthode artisanale de mise en forme du verre plat. Le verre fondu est coulé sur une plaque généralement métallique puis laminé. Ce procédé s'appelle «coulée sur table». Le verre ainsi coulé n'est pas lisse, il faut le polir, par des opérations de «doucissage» longues et coûteuses.
Au niveau industriel, seul le verre imprimé, le verre armé et quelques verres spéciaux sont encore fabriqués par coulage suivi par un laminage entre deux rouleaux lamineurs. La majorité des verres plats sont fabriqués par le procédé de flottage qui s'affranchit de l'étape de polissage ou de laminage.

### Métal

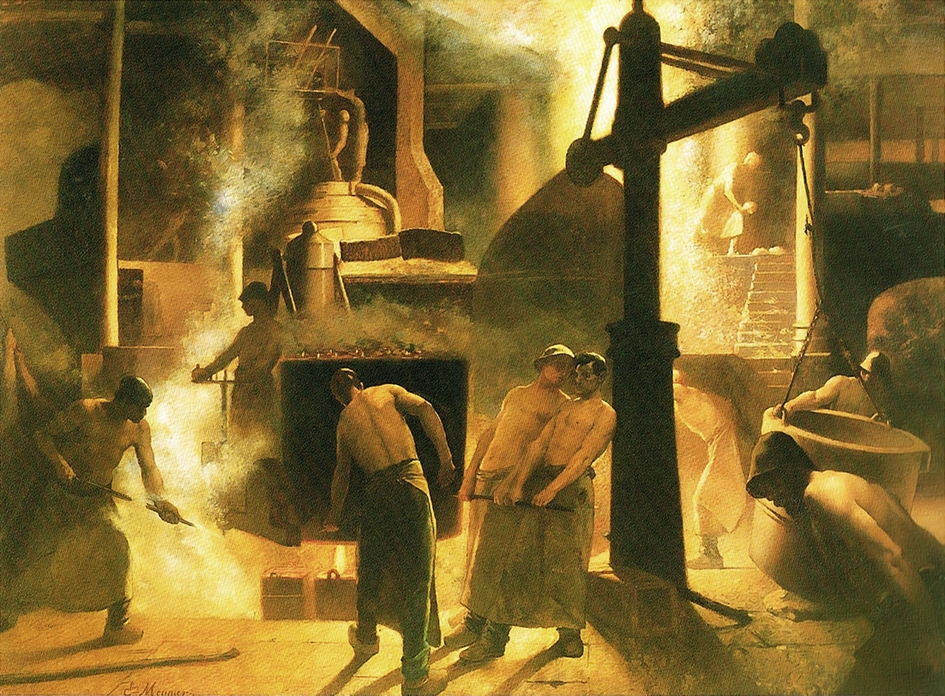
La Coulée à Ougrée (vers 1885-1890), Constantin Meunier, musée des Beaux-Arts.

Dans le cas des métaux, on parle de fonderie. Exemple :
- coulage du bronze d'art ;
- coulage de monnaie.

## Procédés
Exemples de procédés de coulage :
- coulée continue ;
- coulée centrifuge.